# Куроп'ятник Дмитро Григорович
Куроп'я́тник Дмитро́ Григо́рович (11 (24) травня 1911 — 7 липня 1981) — радянський військовик, учасник Другої світової війни, Герой Радянського Союзу (1944).

## Біографія
Народився 11 (24) травня 1911 року в селі Костянтинівка Херсонської губернії (нині Новоодеський район Миколаївської області) в селянській родині. Українець. Член ВКП(б) з 1944 року.
Здобув початкову освіту, працював трактористом.
У липні 1941 року призваний до лав РСЧА Новоодеським РВК. Учасник німецько-радянської війни з вересня 1941 року.
Особливо командир кулеметного відділення 2-ї кулеметної роти 234-го гвардійського стрілецького полку 76-ї гвардійської стрілецької дивізії 61-ї армії Центрального фронту гвардії сержант Д. Г. Куроп'ятник відзначився при форсуванні Дніпра. 28 вересня 1943 року він з дев'ятьма автоматниками під безперервним кулеметно-мінометним вогнем ворога першим на човні переправився на правий беріг Дніпра західніше міста Чернігів, поблизу села Миси Любечського району, й вибивши супротивника з першої лінії траншей, захопив плацдарм і утримував його до підходу основних сил полку. У цьому бою особисто знищив 2 кулеметних точки та 35 солдатів ворога.
Після демобілізації у 1945 році мешкав у селі Ребриха Алтайського краю, де й помер 7 липня 1981 року.

## Нагороди
Указом Президії Верховної Ради СРСР від 15 січня 1944 року за зразкове виконання бойових завдань командування по форсуванню річки Дніпро і виявлені при цьому відвагу і героїзм, Куроп'ятнику Дмитру Григоровичу присвоєне звання Героя Радянського Союзу з врученням ордена Леніна і медалі «Золота Зірка».
Також нагороджений кількома медалями.